# Attila (género)
Attila es un género de aves paseriformes perteneciente a la familia Tyrannidae, que agrupa a especies nativas de la América tropical (Neotrópico), cuyas áreas de distribución se encuentran desde el noroeste de México, a través de América Central y del Sur hasta el noreste de Argentina. A sus miembros se les conoce por el nombre común de atilas y también atrapamoscas quietos.

## Etimología
El nombre genérico masculino «Attila» se refiere al guerrero Atila (406-453), rey de los hunos, en relación con la característica agresividad de estas especies.

## Características
Las aves de este género son tiránidos quietos, bastante grandes, midiendo entre 18 y 21 cm de longitud, cabezones, con picos robustos en forma de gancho que habitan en selvas y bosques húmedos de baja altitud. Son vocales, a menudo más oídos que vistos. La mayoría son principalmente de alguna tonalidad de rufo, con excepción del ampliamente diseminado Attila spadiceus (en todas sus formas). Construyen sus nidos en agujeros, a menudo colocados en vegetación epífita.

## Lista de especies
Según las clasificaciones del Congreso Ornitológico Internacional (IOC) y Clements Checklist/eBird, agrupa a las siguientes especies, con el respectivo nombre común de acuerdo con la Sociedad Española de Ornitología (SEO):
| Imagen | Nombre científico     | Autor              | Nombre común      | Estado de conservación | Distribución |
| ------ | --------------------- | ------------------ | ----------------- | ---------------------- | ------------ |
|        | Attila phoenicurus    | Pelzeln, 1868      | atila cabecigrís  | LC                     |              |
|        | Attila cinnamomeus    | (Gmelin, 1789)     | atila canelo      | LC                     |              |
|        | Attila torridus       | P.L. Sclater, 1860 | atila ocre        | VU                     |              |
|        | Attila citriniventris | P.L. Sclater, 1859 | atila citrino     | LC                     |              |
|        | Attila bolivianus     | Lafresnaye, 1848   | atila ojiblanco   | LC                     |              |
|        | Attila rufus          | (Vieillot, 1819)   | atila encapuchado | LC                     |              |
|        | Attila spadiceus      | (Gmelin, 1789)     | atila polimorfo   | LC                     |              |

## Taxonomía
Este género estuvo antiguamente colocado en la familia Cotingidae, pero a partir de los trabajos de Warter (1965), Ames (1971) y Snow (1973), se le coloca en Tyrannidae, próximo a Myiarchus.
Los amplios estudios genético-moleculares realizados por Tello et al. (2009) descubrieron una cantidad de relaciones novedosas dentro de la familia Tyrannidae que todavía no están reflejadas en la mayoría de las clasificaciones. Siguiendo estos estudios, Ohlson et al. (2013) propusieron dividir Tyrannidae en cinco familias. Según el ordenamiento propuesto, Attila permanece en Tyrannidae, en una subfamilia Tyranninae Vigors, 1825, junto a Legatus, Ramphotrigon y a las tribus Myiarchini Hellmayr, 1927 y Tyrannini Vigors, 1825.